# 石積勝
石積 勝（いしづみ まさる、1950年7月11日 - ）は、日本の政治学者。元神奈川大学学長。専門は政治学、国際関係論。

## 経歴
1950年7月新潟県生まれ、新潟県立長岡高等学校卒業。上智大学外国語学部英語学科を卒業後、トロント大学政治学研究科修士課程進学、政治学修士。
丸紅株式会社、国際連合本部事務局職員、国際大学専任講師、東洋女子短期大学助教授を経て、1989年神奈川大学経営学部助教授赴任後、1992年教授。国際交流センター所長、経営学部長、副学長などを歴任。その間、2002年に実施された第42回衆議院議員補欠選挙において、新潟5区から無所属（民・由・社推薦）で立候補するも落選。
2013年4月に神奈川大学学長に就任(任期：2013年4月1日～2016年3月31日)。

## 著書
- 『国際教育の実践』(代表 白桃書房、1999年6月)
- 『地方の時代、政党に未来はあるか』(共著 神奈川大学国際経営研究所プロジェクトペーパーNo.10、2004年3月)
- 『オータナティブの国際貢献』(共著 神奈川大学国際経営研究所プロジェクトペーパーNo.13、2007年3月)
- 『国際政治再考に向けて』(共著 神奈川大学国際経営研究所プロジェクトペーパーNo.21、2010年3月)
- 『大学生、ボランティアの襷をつなぐ』(共編著 御茶の水書房、2012年8月)
- 「近代西洋政治学の罠」（単著 『回想 神島二郎』、神島二郎先生追悼書刊行会、1999年5月）
- 「世界社会フォーラムWSF・2004に参加して－憲法九条問題のブレークスルーへ－」(単著 『神奈川大学評論』第47号、学校法人神奈川大学広報委員会、2004年3月)
- 「三つの戦争を再考する－湾岸・アフガン・イラク戦争と日本－」(単著 『国際研究フォーラム』No.19、神奈川大学国際経営研究所、2008年6月)
- 「再び挑戦を受ける「『日本』というシステム」と「アドミニストレーター」」(単著 『神奈川大学評論』第67号、学校法人神奈川大学広報委員会、2010年11月)